# لا ماتانزا پارتیدو
لا ماتانزا پارتیدو (به اسپانیایی: Partido de La Matanza) یک منطقهٔ مسکونی در آرژانتین است که در استان بوئنوس آیرس واقع شده‌است. لا ماتانزا پارتیدو ۳۲۵٫۷۱ کیلومتر مربع مساحت و ۱٬۷۷۵٬۲۷۲ نفر جمعیت دارد.